# Prunetto
Prunetto  (en français Prunet ou Pruney) est une commune italienne de la province de Coni dans la région Piémont en Italie.

## Administration
Luigi Costa 2010-2015

### Communes limitrophes
Castelletto Uzzone, Gorzegno, Gottasecca, Levice, Mombarcaro, Monesiglio